# Мексикансько-хорватські відносини
Мексикансько-хорватські відносини (ісп. relaciones mexicano-croatas, хорв. meksičko-hrvatski odnosi) — історичні та поточні двосторонні відносини між Мексикою та Хорватією.
Хорватію представляє в Мексиці її посольство у США, що у Вашингтоні, та почесне консульство в Мехіко.
Мексику представляє в Хорватії її посольство в Угорщині, що в Будапешті, та почесне консульство в Загребі.

## Історія
До здобуття Хорватією незалежності від Югославії в 1991 році Мексика підтримувала дипломатичні відносини з Югославією. Незалежну Хорватію Мексика визнала 22 травня 1992 року. Дипломатичні відносини між Хорватією та Мексикою було офіційно встановлено 6 грудня 1992 року. У квітні 1997 року під час своєї поїздки країнами Латинської Америки Мексику відвідав заступник міністра закордонних справ Хорватії Фране Крінц.
У березні 2002 року з метою участі в Міжнародній конференції з фінансування розвитку в Монтерреї Мексику відвідав президент Хорватії Степан Месич. Це був перший і найвищий візит до Мексики глави хорватської держави. У травні 2002 року делегація мексиканського Сенату на чолі з сенатором Сесаром Хаурегі Роблесом взяла участь у Конференції голів парламентів держав-членів і спостерігачів Ради Європи, що відбулася в Загребі.
У жовтні 2008 року в Хорватію здійснила офіційний візит міністр закордонних справ Мексики Патрисія Еспіноса, що стало першим візитом до Хорватії на рівні мексиканського урядовця з моменту встановлення дипломатичних відносин. Перебуваючи в Хорватії, міністр закордонних справ Еспіноса зустрілася з президентом Хорватії Степаном Месичем і прем'єр-міністром Іво Санадером.
У жовтні 2010 року обидві держави провели перше засідання щодо механізму політичних консультацій між міністерствами закордонних справ Мексики та Хорватії, яке відбулося в Мехіко і на якому був присутній заступник міністра закордонних справ Хорватії Давор Божинович.
2022 року обидві країни відсвяткували 30-річчя дипломатичних взаємин.

## Мексиканські хорвати
У Мексиці існує невелика емігрантська громада хорватів. У 2000 році успішно взяв участь у 7-й міжнародній зустрічі маріачі та чарерії у Гвадалахарі гурт Los Caballeros — перший хорватський колектив, який виконує традиційну мексиканську музику.
Хорватський моряк і вояк Вінко Палетін приєднався до експедиції, яку очолював Франсіско де Монтехо на півострів Юкатан. Як члена мексиканської домініканської провінції Св. Якова Палетіна готували на священника у мексиканській монетарії Св. Домініка. Наприкінці літа 1546 року він повернувся в Європу.
Хорватський місіонер-єзуїт XVIII століття Фердинанд Конщак (ісп. Фернандо Консаг) став одним із найвідоміших дослідників мексиканського півострова Нижня Каліфорнія, довівши, що це саме півострів. Конщак був видатним математиком, астрономом, натуралістом, геологом, будівельником доріг і насипів та керівником усіх єзуїтських редукцій у Мексиці. На його честь названо невеликий мексиканський острів Рока Консаг.
1680 року в нинішню мексиканську провінцію Чіуауа прибув хорватський священник-єзуїт Іван Раткай. Він написав три дуже докладні звіти про свою подорож і ландшафт, а також про життя, характер та звичаї корінного населення. Це найдавніші описи цього краю. До свого третього тревелогу Раткай додав карту провінції, розмічену широтою та довготою, з позначеннями частин світу, місіонерських станцій та іспанських фортів, місць проживання провінційних індіанських племен, річок і гір. Це також одна з перших картографічних робіт хорватських авторів і найстаріша карта цієї мексиканської провінції. Карту створено в 1683 році як рисунок на папері. Оригінал зберігається в Центральному єзуїтському архіві в Римі. Маленьку її копію опублікував EJ Burrus у La obra de la Provincia cartografico Mexicana de la Compañía de Jesús, 1567-1967, Madrid 1967, P. II. carta Nr. 16.

## Двосторонні угоди
Обидві країни підписали декілька двосторонніх угод, як-от Меморандум про взаєморозуміння щодо створення механізму консультацій у питаннях, що становлять взаємний інтерес (2008), Угоду про скасування візових вимог для власників дипломатичних та офіційних паспортів (2008), Угоду про скасування візових вимог для власників звичайних паспортів (2010) та Угоду про освітнє, культурне та спортивне співробітництво (2011).

## Економічна співпраця
1997 року Мексика підписала з ЄС Угоду про вільну торгівлю між Мексикою та Європейським Союзом. У 2017 році товарообіг між Хорватією та Мексикою становив 44 млн доларів США. У 2015 році Хорватія експортувала до Мексики товарів на суму 25,4 млн доларів та імпортувала з неї товарів на суму 20,6 млн дол. Основний експорт Хорватії до Мексики включає машини та апарати для литва, шкіру та варистори з оксидів металів. Основні статті експорту Мексики до Хорватії включають транспортні засоби, машини та устаткування для обгортання товарів і деталі до сидінь. У Хорватії працюють такі мексиканські міжнародні компанії, як América Móvil і Cemex.